# Teste de Schirmer

Teste de Schirmer, colocando a tira no fundo de saco conjuntival inferior

Teste de Schirmer é um teste utilizado na oftalmologia, Optometria e Contatologia  para determinar se um olho produz quantidade suficiente de lágrima para mantê-lo lubrificado. O teste é usado quando o paciente apresenta olhos muitos secos ou lubrificação muito intensa dos olhos. O teste não apresenta nenhum risco para o paciente. Um resultado negativo (mais que 10 mm de umidade no papel filtro em 5 minutos) é normal.